# 双(氟磺酰基)氨基锂
双(氟磺酰基)氨基锂是一种无机化合物，化学式为LiN(SO2F)2。它在欧盟经济区的生产量或进口量超1000吨/年。它可用作电池的电解质，或用于合成其它双(氟磺酰基)氨基盐。

## 制备
双(氟磺酰基)氨基锂可由双(氟磺酰基)氨基钾和高氯酸锂在乙腈中反应制得：
KN(SO2F)2 + LiClO4 → KClO4↓ + LiN(SO2F)2